# 염유
염유(閻柔, ? ~ ?)는 중국 후한 말 ~ 삼국시대 위나라의 정치가로, 유주(幽州) 광양군(廣陽郡) 사람이다.

## 생애
어릴 때 북방의 이민족에게 납치당하였으나, 염유는 그들과 친하게 지냈다. 훗날 염유는 오환도위(烏丸都尉) 형거(邢舉) 등을 죽이고 그 작위를 빼앗았다.
초평(初平) 4년(193년), 공손찬(公孫瓚)이 대사마(大司馬) 유우(劉虞)를 죽였다. 유우의 종사(從事) 선우보(鮮于輔) 등은 원수를 갚기 위하여 염유를 오환사마(烏丸司馬)로 추대하였다. 염유는 한족과 북방민족들을 규합하여 수만 명의 군세를 모았고, 곧이어 공손찬 휘하의 어양태수(漁陽太守) 추단(鄒丹)을 죽였다. 이후에도 하북을 점거하고 있던 기주목(冀州牧) 원소(袁紹)와 연합하여 공손찬의 세력을 멸망시켰다. 공손찬 멸망 후, 염유는 상곡(上谷)의 영성(寧城)을 거점으로 하여 원소를 위해 이민족과의 교섭 등을 하였다.
건안(建安) 5년(200년), 원소가 조조(曹操)와 교전하자 염유는 사자를 조조에게 보내 복종의 뜻을 전하였다. 조조는 염유를 호오환교위(護烏丸校尉)에 임명하고, 관내후(關內侯)에 봉하였다.
건안 10년(205년), 조조가 남피(南皮)에서 원담(袁譚)을 무찌르고 그를 죽이자 염유는 선비(鮮卑)와 오환(烏丸)을 이끌고 조조에게 명마를 헌상하니, 조조는 곧 염유를 교위(校尉)로 삼았다. 그 후, 염유는 답돈(蹋頓) 토벌에 종군하였고(207년) 이후에도 계속 영성에서 이민족과의 교섭에 나섰다. 건안 연간에는 선비의 대인(大人) 가비능(軻比能)이 염유를 통하여 공물을 바쳤다.
조조가 죽은 후, 그의 아들 조비(曹丕) 또한 염유를 중용하였다. 염유는 도료장군(度遼將軍)에 임명되었고, 현후(縣侯)의 작위를 받았다.
평소 조조와 조비는 염유를 식구를 대하듯이 총애하였다고 한다.

## 같이 보기
- 삼국지 인물 목록

## 참고 문헌
- 범엽, 《후한서》(5세기), 〈제90권 오환선비열전(烏桓鮮卑列傳)〉 (漢文本)